# Ludwigia octovalvis
La planta calavera (Ludwigia octovalvis) es una especie perteneciente a la familia Onagraceae. Las onagráceas constituyen una familia cosmopolita con 22 géneros y aproximadamente 657 especies. Ludwigia es un género pantropical, dividido en 23 secciones, 14 de las cuales son monotípicas, único de la subfamilia Ludwigioideae, descrito por Linneo en honor al botánico alemán Christian G. Ludwig; incluye alrededor de 82 especies a nivel mundial, ampliamente representado en Sur y Norte América. En Venezuela se la conoce como hierba del clavo.
En Venezuela es recomendado popularmente para la cura del dolor lumbar o baja columna. Se hierve por 10 minutos un masó de ramas en dos litros de agua y se toma medio vaso de agua en ayunas luego, medio vaso al almuerzo y medio vaso en la cena durante 21 días, luego repetir después de una semana por 21 días más.

## Clasificación y descripción
Hierba erecta de 40 a 90 cm de alto. Tallo terete, glabrescente hasta variadamente piloso en las ramas jóvenes. Hojas oblongo-lanceoladas, subsésiles, ligeramente pilosas. Flores solitarias, axilares; cáliz 4vsépalos variadamente pilosos; corola 4 pétalos amarillos, cuneado-obovados. Estambres 8; anteras oblongas. Ovario subterete, 8-costulado, óvulos multiseriados. Fruto cápsula variadamente pilosa, terete, claviforme, 8-costulada-angulada. Semillas pluriseriadas en cada lóculo, no rodeadas por el endocarpio persistente.

## Distribución
Argentina, Brasil, Centroamérica, Chile, Colombia, Ecuador, islas caribeñas, México, Paraguay, Perú y Sur de Estados Unidos, también en Asia, África y Madagascar. En Venezuela en Amazonas, Anzoátegui, Apure, Aragua, Barinas, Bolívar, Carabobo, Cojedes, Delta Amacuro, Distrito Federal, Guárico, Lara, Mérida, Miranda, Monagas, Nueva Esparta, Portuguesa, Sucre, Táchira, Trujillo, Yaracuy y Zulia.

## Hábitat
En lagunas temporales o perennes, en riberas de ríos, quebradas y canales, común como maleza en zonas alteradas saturadas de humedad.

## Estado de conservación
No se encuentra bajo algún estatus de protección.

## Galería

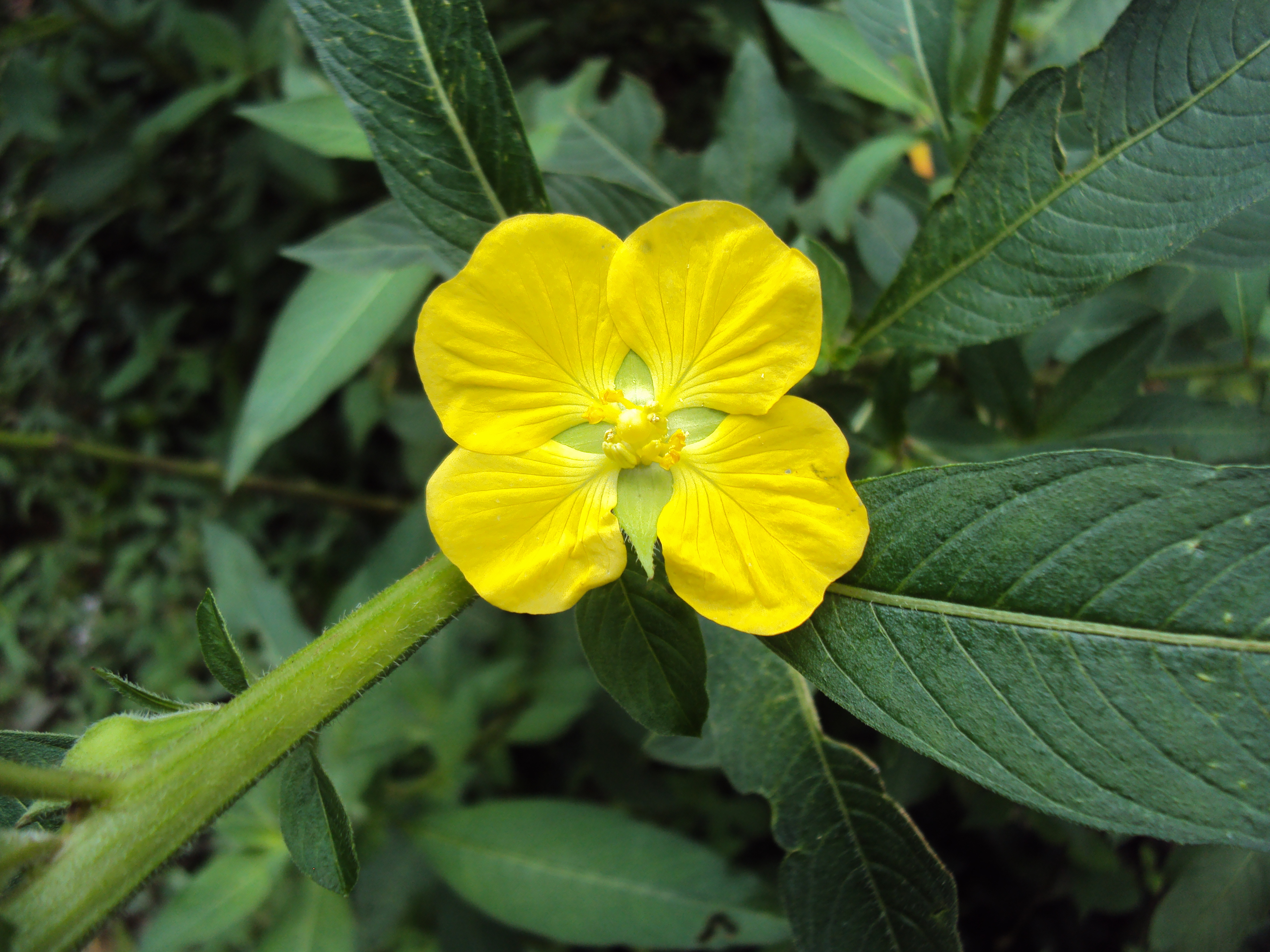
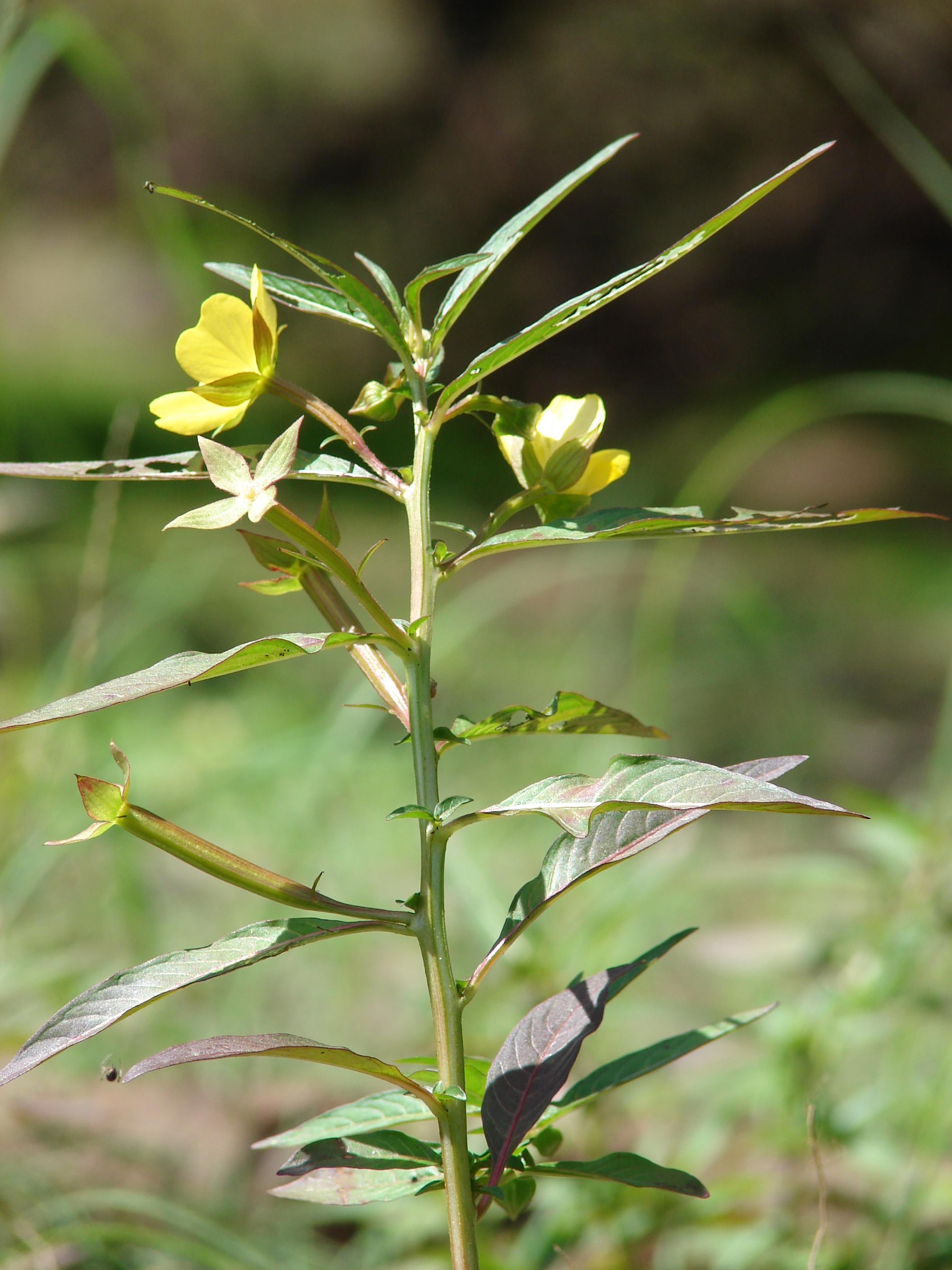
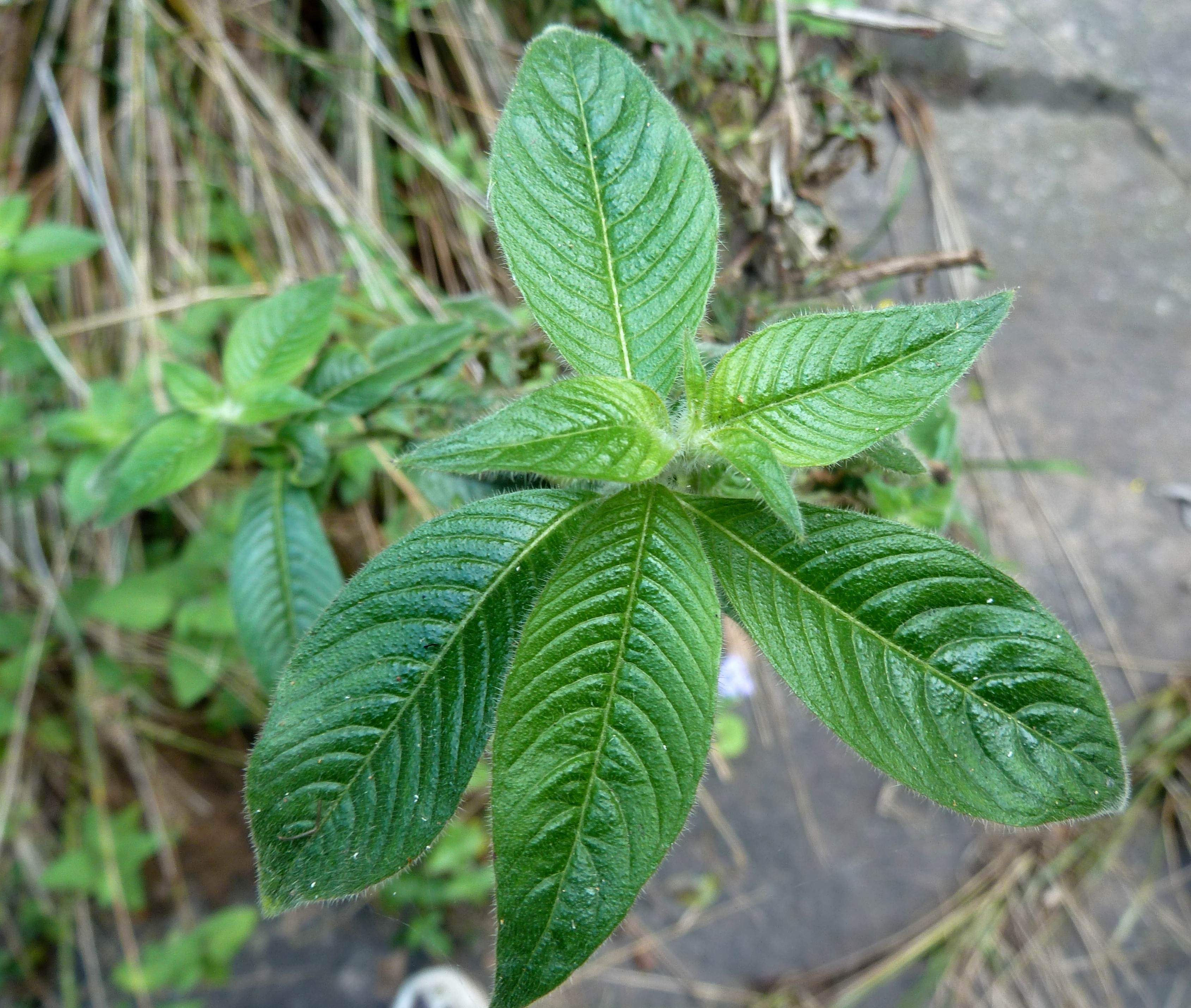
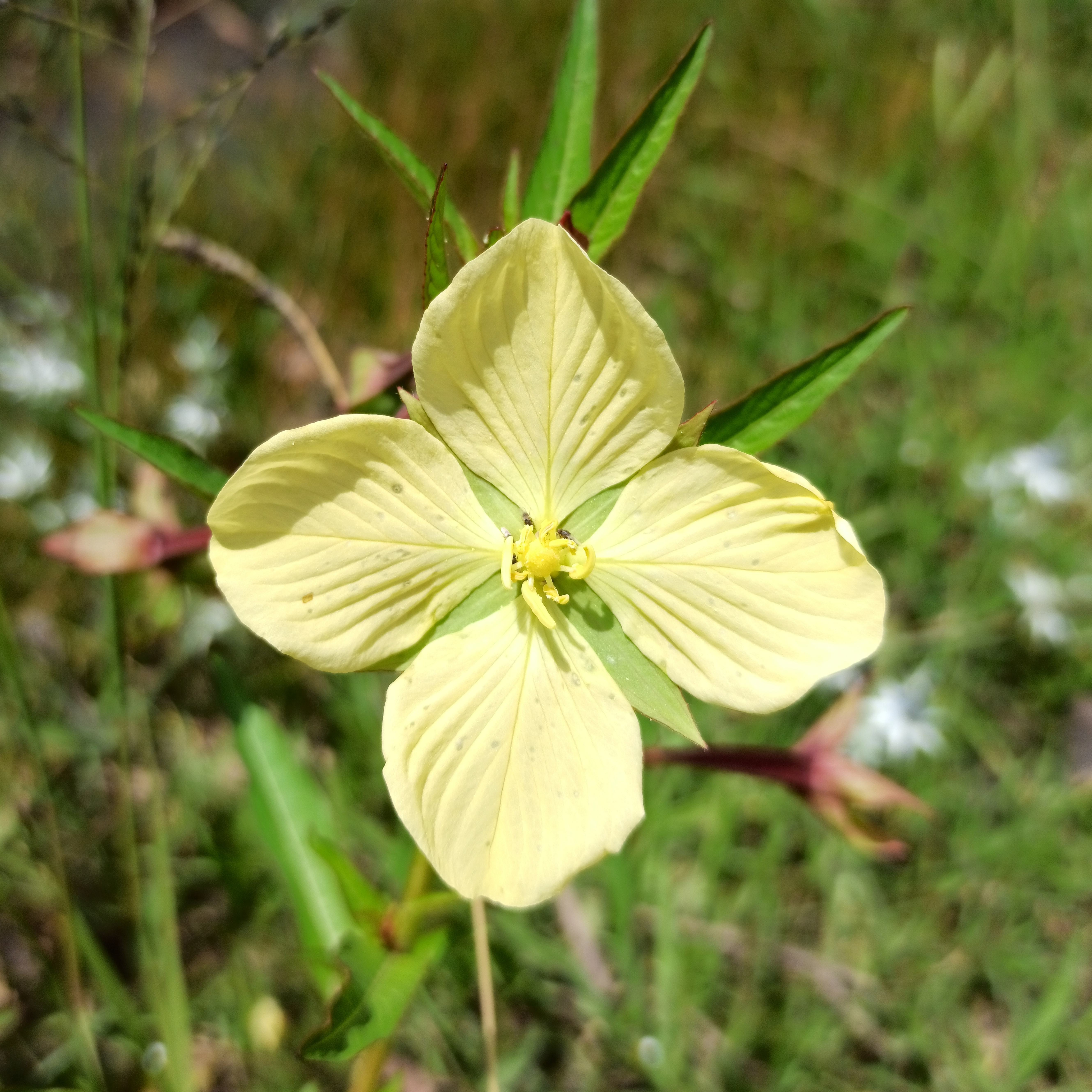
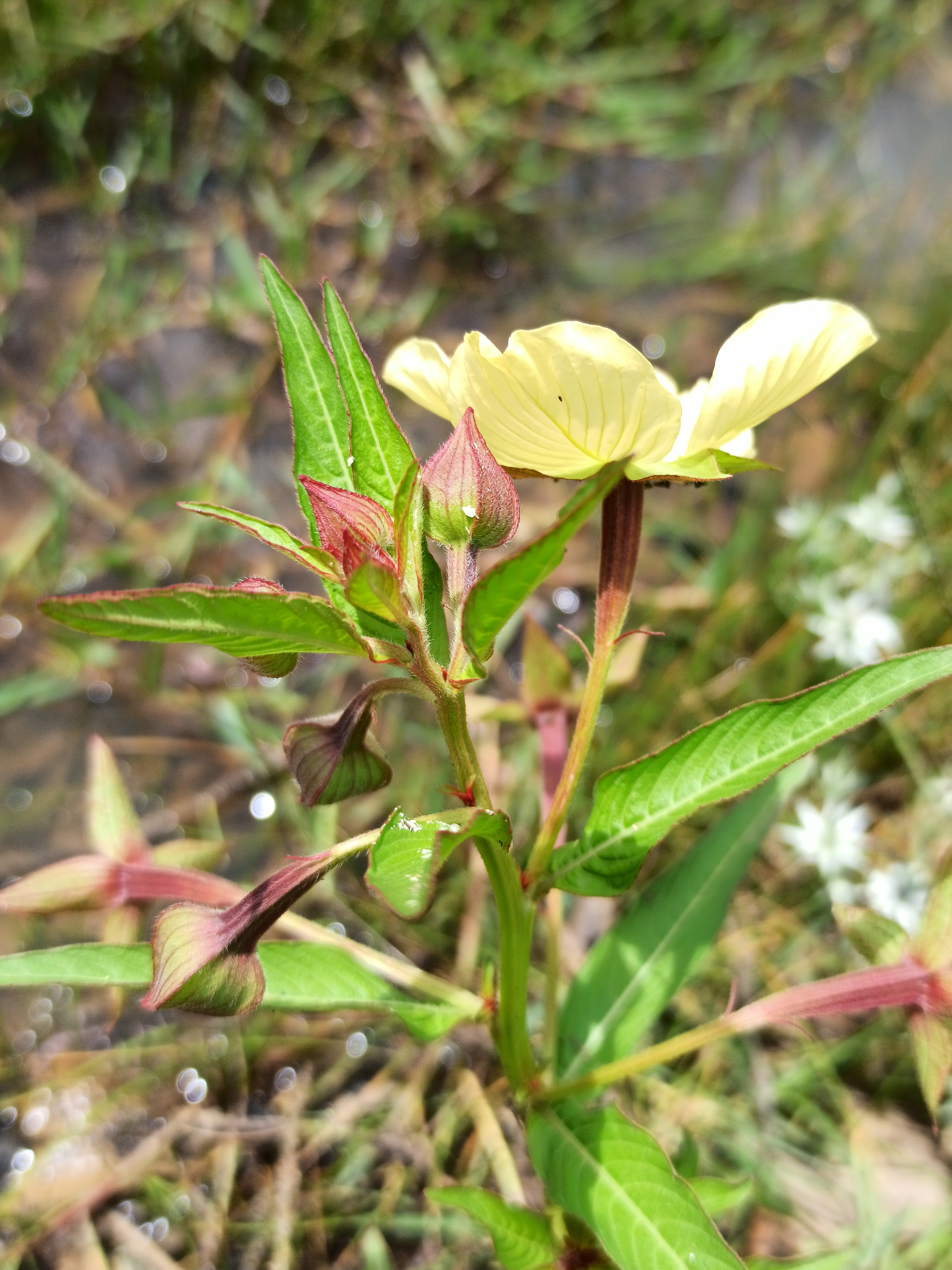